# Провулок Художника Канцерова
Провулок Художника Канцерова — провулок в Богунському районі Житомира. Названий на честь українського живописця та музики Олександра Канцерова, котрий проживав у Житомирі.

## Характеристики

### Розташування
Розташований в привокзальній частині міста, на теренах історичної місцевості Гейнчівка.

### Забудова
Основна забудова провулка садибна житлова (початок — середина ХХ ст.). Наявні декілька багатоповерхівок (1960-х — 1970-х рр. побудови).

#### Установи
- Спортивний клуб «Вікторія» — буд № 30.

## Історичні відомості

### Історія назви
Перша назва — Хінчанський тупик. У 1957 році перейменований на провулок Чапаєва, оскільки брав початок з вулиці Чапаєва (нині вулиця Монтана). До 19 лютого 2016 року називався провулок Чапаєва. Відповідно до розпорядження Житомирського міського голови від 19 лютого 2016 року № 112 «Про перейменування топонімічних об'єктів та демонтаж пам'ятних знаків у м. Житомирі», перейменований на провулок Художника Канцерова.

### Історія формування провулка
Провулок являє собою збережену частину старовинної дороги від садиби значних житомирських землевласників Гейнчів (що знаходилася в межах сучасних вулиць Монтана, Івана Мазепи, Олени Пчілки та Східної) крізь землі Гейнчів до Великої дороги на Вереси (що пролягала дещо північніше майбутньої Київської вулиці). Дорога від садиби Гейнчів показана на мапах міста з кінця XVIII століття. 
До початку ХХ ст. вздовж дороги почала формуватися садибна житлова забудова, в основному на ділянці від Київської вулиці до майбутньої вулиці Михайла Грушевського. На мапі 1932 року провулок на цій ділянці в основному забудований; декілька садиб знаходяться північніше, ближче до майбутньої вулиці Монтана.
У першій половині ХХ ст. Провулок мав назву Хінчанський тупик, оскільки знаходився на землях хутора Перша Хінчанка та завершувався тупиком поруч з колишньою садибою Гейнчів. Нумерація тупика була протилежною нинішній — з півдня на північ. 
До 1930-х років тодішній початок провулка забудувався садибами, спрямованими до Київської вулиці. В обхід забудови Київської вулиці сформувався новий початок провулка східніше старого. Пізніше новий початок провулка став основною для формування й забудови ділянки Східної вулиці між провулком Художника Канцерова та Київською вулицею. 
До 1950-х років більша частина провулка перебувала на землях хутора Перша Хінчанка, колишнього хутора Гейнчів. 
Протягом 1960-х рр. південну сторону наприкінці провулка (біля перехрестя з вулицею Східною) забудовано п'ятиповерховими житловими будинками, зведеними за типовими проєктами. 
До кінця 1970-х років знесено садиби на перехресті з нинішньою вулицею Михайла Грушевського та збудовано п'ятиповерхівки. 